# Michał Grzybowski
Michał Grzybowski (ur. 18 czerwca 1979 w Łodzi) – polski aktor filmowy i teatralny, scenarzysta, reżyser i producent.

## Życiorys
Jest synem aktora Macieja Grzybowskiego. Ukończył studia na Wydziale Aktorskim PWSFTviT w Łodzi. Występował m.in. w Teatrze Współczesnym w Szczecinie. Od 2007 jest aktorem Teatru im. Wojciecha Bogusławskiego w Kaliszu.

## Filmografia

### Filmy
| Rok  | Tytuł                          | Rola                     | Notatki                                    |
| ---- | ------------------------------ | ------------------------ | ------------------------------------------ |
| 2004 | Teraz ja                       | policjant                |                                            |
| 2007 | Aleja gówniarzy                | policjant                |                                            |
| 2009 | Generał. zamach na Gibraltarze | Max                      |                                            |
| 2010 | Non Sono Pronto                |                          | aktor, scenariusz, reżyseria               |
| 2010 | Nie ten człowiek               | starszy sierżant policji |                                            |
| 2011 | Z miłości                      | Michał                   |                                            |
| 2011 | Koleżanki                      | Grzegorz Grzybiński      | piosenkarz                                 |
| 2013 | Płynące wieżowce               | Paweł                    | mąż Ani                                    |
| 2014 | Małe stłuczki                  | szef pizzerii            |                                            |
| 2016 | Zjednoczone stany miłości      | Reniek                   |                                            |
| 2016 | Planeta singli                 | kelner                   | Pracuje w restauracji „Warszawa Wschodnia” |
| 2017 | Tarapaty                       | Michalski                | starszy aspirant                           |
| 2017 | Porady na zdrady               |                          |                                            |

### Telewizja
| Rok             | Tytuł                             | Rola | Notatki                                                                                               |
| --------------- | --------------------------------- | --- | --- |
|                 | Klan                              | Konrad | narzeczony Ulki, koleżanki Olki Lubicz                                                                |
| Samo życie      | Bartosz Trewa                     | psycholog w szpitalu, w którym po próbie samobójczej leżała Maria Majewska prowadzący jej terapię                | |
| 2002            | Sesja kastingowa                  | | |
| 2003            | Oskarżyciel publiczny             | Tallien | |
|                 | Na Wspólnej                       | Cyprian | Kolega Kingi                                                                                          |
| Pierwsza miłość | Miron Nurczyk                     | fotograf współpracujący ze „Stars Model Talent Agency”, w której jako modelka pracowała m.in. Patrycja Zielińska | |
| 2004            | Klinika samotnych serc            | posłaniec z kwiatami dla Sabiny Rowickiej                                                                        | odcinek: 3                                                                                            |
| 2005            | Kryminalni                        | Dolar | odcinek: „Powrót” (37)                                                                                |
| 2006–2007       | Królowie śródmieścia              | Robert | brat Artura, odcinek: „Spotkanie” (1), „Kradzież” (2), „Dziewczyna gangstera” (8), „Last Minute” (13) |
| 2006–2007       | Kopciuszek                        | Piotr Porębski                                                                                                   | |
| 2006            | Egzamin z życia                   | Miquel | cyrkowiec, odcinki: 39, 41, 50                                                                        |
| 2006            | Apetyt na miłość                  | Wojtek | były chłopak Irminy, odcinek: 4                                                                       |
| 2008            | M jak miłość                      | Konrad | prawnik w kancelarii Liberackiego, odcinki: 579, 580, 597, 599, 601                                   |
| 2009            | Ojciec Mateusz                    | Sebastian | narzeczony Wiktorii, odcinek: „Miłość Natalii” (30)                                                   |
| 2009            | Generał                           | Max | odcinki: „operacja mur” (1), „Kurier z Polski” (2), „Mistyfikacja” (4)                                |
| 2010            | Hotel 52                          | Filip | mąż Pauli, odcinki: 18, 20                                                                            |
| 2010–2011       | Prosto w serce                    | Lalo | odcinki: 89-91, 93-94, 96, 101, 105- 106, 146-149, 151-155, 164-166                                   |
| 2011            | Szpilki na Giewoncie              | turysta | odcinek: 29                                                                                           |
| 2012            | Prawo Agaty                       | Radosław Płoński                                                                                                 | odcinek: 21                                                                                           |
| 2012            | Ja to mam szczęście!              | Grzegorz | Chłopak Iwony, odcinek: 39                                                                            |
| 2013            | Na dobre i na złe                 | Leszek | odcinek: „Zakazana miłość” (517)                                                                      |
| 2013            | Komisarz Alex                     | Robert Pigoń | odcinek: „Zrabowane Szczęścia” (47)                                                                   |
| 2014            | Przyjaciółki                      | Karol Kzrystek                                                                                                   | dyrektor Centrum Bankowego, odcinek: 37                                                               |
| 2015            | Strażacy                          | Tomasz Ostoja | profesor Kamili, odcinek: 1                                                                           |
| 2015            | Pakt                              | dziennikarz | kolega kolega Grodeckiego, odcinki: „Przebudzenie” (2), „Przemierze” (4)                              |
| 2015            | Nie rób scen                      | Grzesiek | odcinek: „Grejpfruty i mandarynki” (8)                                                                |
| 2016            | Singielka                         | Tomasz | syn sąsiadki Elki, odcinki: 92, 96                                                                    |
| 2016            | Komisja morderstw                 | Kamiński (w roku 1946)                                                                                           | odcinek: „Produkt regionalny” (3)                                                                     |
| 2016            | Druga szansa                      | Stanisław Hajduk                                                                                                 | menedżer knajpy, odcinek: „Terapia” (2)                                                               |
| 2017            | Sprawiedliwi – Wydział Kryminalny | Mateusz | chłopak Dagmary Górskiej                                                                              |
| od 2018         | Barwy szczęścia                   | Mateusz, kolega Władka Cieślaka                                                                                  | |
| 2019            | Ultraviolet                       | notariusz Harold Bracki                                                                                          | odc. 22                                                                                               |
| 2020            | O mnie się nie martw              | Nikodem Rudzki, syn Janusza                                                                                      | |
| 2020            | Komisarz Alex                     | Marek Szulc | |
| 2020            | Żywioły Saszy                     | adwokat Ziębińskiego                                                                                             | odc. 2                                                                                                |

### Scenariusz/Reżyseria/Produkcja
| Rok       | Tytuł            | Notatki                                               |
| --------- | ---------------- | ----------------------------------------------------- |
| 2000–2011 | Plebania         | Scenariusz (od odcinka 601), Dialogi (od odcinka 601) |
| 2010      | Non Sono Pronto  | aktor, scenariusz, reżyseria                          |
| 2012      | Śmierć w teatrze | scenariusz, reżyseria, producent                      |
| 2014      | Hitler w operze  | scenariusz, reżyseria                                 |

### Etiuda szkolna
| Rok  | Tytuł          | Rola | Produkcja                                                      |
| ---- | -------------- | ---- | -------------------------------------------------------------- |
| 2001 | Błogo i duszno |      | Państwowa Wyższa Szkoła Filmowa Telewizyjna i Teatralna (Łódź) |
| 2008 | Trening        |      | Państwowa Wyższa Szkoła Filmowa Telewizyjna i Teatralna (Łódź) |

## Nagrody
| Rok  | Nagrody                                                  | Categoria                      | Sztuka          | Wynik   |
| ---- | -------------------------------------------------------- | ------------------------------ | --------------- | ------- |
| 2015 | Ogólnopolskie Spotkania Filmowe „Kameralne Lato” (Radom) | nagroda specjalna              | Hitler w operze | wygrana |
| 2016 | Festiwal Studencki „The Debut-7” (Ułan Bator)            | najlepszy film krótkometrażowy | Hitler w operze | wygrana |